# Grubhub
GrubHub Inc. ist ein US-amerikanischer Lieferdienst mit Sitz in Chicago, Illinois.
Im Jahr 2019 hatte das Unternehmen über 22 Mio. aktive Nutzer.:29
Das Unternehmen kooperiert mit 300.000 Restaurants in über 4.000 Städten der USA und London.
Neben der Kernmarke GrubHub umfasst das Unternehmensportfolio die Marken Seamless, LevelUp, AllMenus und MenuPages.

## Geschichte

### Seamless

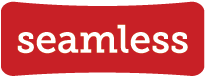
Logo von Seamless

1999 gründete der Anwalt Jason Finger unter dem Namen SeamlessWeb ein webbasiertes System zum Bestellen von Essen in Restaurants. Das Angebot richtete sich zunächst an Unternehmen.
Im Jahr 2005 führte SeamlessWeb einen auf den Privatkundenmarkt zielenden kostenlosen Bestellservice ein, der es ermöglichte, Essen online zu bestellen und nach Hause geliefern zu bekommen.
Im April 2006 wurde SeamlessWeb von Aramark gekauft und in deren System integriert.
Im Jahr 2011 erfolgte die Übernahme des Wettbewerbers Menupages.

### GrubHub
GrubHub wurde 2004 von Mike Evans und Matt Maloney gegründet, um eine Online-Alternative zu papierbasierten Speisekarten für To-go-Restaurants und Lieferdienste zu schaffen.
Zwei Jahre später, 2006, gewannen Maloney und Evans den ersten Platz bei der Edward L. Kaplan New Venture Challenge der University of Chicago Booth School of Business mit ihrer Geschäftsidee GrubHub.
Im November 2007 sicherte sich GrubHub eine erste Finanzierung in Höhe von 1,1 Mio. USD, welche durch die Risikokapitalgeber Amicus Capital und Origin Ventures angeführt wurde.
Weitere Finanzierungsrunden folgten im März 2009 (2 Mio. US-Dollar, angeführt durch Origin Ventures und Leo Capital), im November 2010 (11 Mio. US-Dollar, angeführt durch Benchmark Capital), im März 2011 (20 Mio. US-Dollar, angeführt durch DAG Ventures) und im September 2011 (50 Mio. US-Dollar, angeführt durch Lightspeed Ventures). Zugleich übernahm das Unternehmen den Konkurrenten Dotmenu.
Weitere Übernahmen erfolgten im Februar 2015: GrubHub kaufte DiningIn und Restaurants on the Run.
Zugleich gab das Unternehmen bekannt, künftig nicht mehr nur als Plattformbetreiber agieren zu wollen, sondern auch die Auslieferung der bestellten Speisen zu übernehmen. Zuvor hatte GrubHub die Bestellungen zwar koordiniert, die Lieferung erfolgte aber durch die Restaurants selbst.
Im Dezember 2015 übernahm GrubHub zudem den Konkurrenten Delivered Dish; im Folgejahr den Wettbewerber LAbite.
2017 ging GrubHub eine Vereinbarung mit Yelp ein, Eat24 für 287,5 Mio. US-Dollar zu kaufen.
Ende 2018 wurde Eat24 schließlich eingestellt, obwohl das Unternehmen zuvor mitgeteilt hatte, die Marke weiterführen zu wollen.
Im September 2018 übernahm GrubHub den Online-Bezahldienst LevelUp für 390 Mio. US-Dollar sowie die verbleibenden Anteile am Lieferdienst OrderUp, nachdem bereits 2017 Teile von übernommen worden waren. Die Übernahme wurde im Oktober 2018 abgeschlossen.
Im November 2018 übernahm das Unternehmen den Lieferdienst Tapingo für 150 Mio. US-Dollar. Tapingo richtete sich vornehmlich an Studenten und kooperierte mit 150 Hochschulen und Universitäten.

### Fusion und Börsengang
Im Mai 2013 gab GrubHub bekannt, mit Seamless fusionieren zu wollen. Dabei machte Seamless 58 % und GrubHub 42 % des Eigenkapitals der Fusion aus.
Die Fusion wurde Anfang August abgeschlossen.
Im April 2014 erfolgte der Börsengang des Unternehmens an der New York Stock Exchange. Der Emissionspreis betrug 26 US-Dollar pro Aktie.

### Eigener Lieferservice
Im Juni 2014 gab GrubHub bekannt, in Zukunft auch für Restaurants auszuliefern, die keinen eigenen Lieferservice betreiben.
Das Unternehmen liefert seither in allen US-amerikanischen Großstädten, in denen es aktiv ist, selbst aus (Darunter Atlanta, Phoenix, Philadelphia, Los Angeles, San Francisco/Bay Area, Washington D.C., Florida, Portland, Denver, Pittsburgh, Detroit, San Diego, Brooklyn, Chicago und Las Vegas).
Vier Jahre später, im Juli 2018, gab GrubHub bekannt, in 28 weitere Städte in den USA expandieren zu wollen.
Konkurrenten in den USA sind unter anderem Uber Eats, DoorDash, Postmates, EatStreet, Amazon Restaurants und Online Restaurants.
Im Februar 2020 kündigte GrubHub ein Abonnement-Modell namens GrubHub+ an.
Zum monatlichen Preis von 9,99 US-Dollar erhalten Kunden damit eine unbegrenzte Anzahl an Lieferungen von ausgewählten Restaurants ohne separate Liefergebühr.

### Übernahme durch Just Eat Takeaway

Logo von Just Eat Takeaway

Am 11. Juni 2020 wurde die Übernahme von Grubhub durch Just Eat Takeaway für 75,15 US-Dollar pro Aktie bekannt.
In den vorangegangenen Wochen war noch über eine Übernahme durch den amerikanischen Konkurrenten Uber  spekuliert worden, nachdem am 12. Mai 2020 bekannt geworden war, dass Uber zuvor ein Übernahmeangebot für GrubHub abgegeben hatte. Uber betreibt unter dem Namen UberEATS selbst einen Lieferservice, dessen Verfügbarkeit jedoch, anders als bei GrubHub, nicht nur auf die USA (und London) beschränkt ist.

## Kontroversen
Nach dem Sieg Donald Trumps bei der Präsidentschaftswahl in den Vereinigten Staaten sandte der CEO von GrubHub, Matt Maloney, am 10. November 2016 ein unternehmensweites Memo an alle Mitarbeiter, in dem er mitteilte, dass er die „nationalistische, gegen Einwanderer gerichtete und hasserfüllte Politik von Donald Trump“ ablehne. Darüber hinaus habe Maloney laut der Washington Times jene Mitarbeiter, die dieser Ansicht nicht folgen, aufgefordert, zu kündigen: „If you do not agree with this statement then please reply to this email with your resignation because you have no place here.“
Nachdem auf Twitter zum Boykott des Unternehmens aufgerufen worden war, behauptete Maloney später, seine Worte seien falsch ausgelegt worden und fügte hinzu: „Ich möchte klarstellen, dass ich niemanden zur Kündigung aufgefordert habe, wenn er Trump gewählt hat. Ich würde niemals eine solche Forderung stellen. Im Gegenteil: Die Botschaft der E-Mail lautete, dass wir keine diskriminierenden Handlungen oder hasserfüllten Kommentare am Arbeitsplatz tolerieren und uns für unsere Mitarbeiter einsetzen.“

## Geschäftszahlen
Im Jahr 2019 erwirtschaftete das Unternehmen einen Umsatz von knapp 1,31 Mrd. US-Dollar.
| Jahr | Umsatz | Gewinn | Bilanzsumme | Börsenwert zum Jahresende |
| ---- | ------ | ------ | ----------- | ------------------------- |
| 2011 | 0,06   | 0,02   | 0,00        |                           |
| 2012 | 0,08   | 0,01   | 0,20        |                           |
| 2013 | 0,13   | 0,01   | 0,76        |                           |
| 2014 | 0,25   | 0,02   | 0,98        | 3,03                      |
| 2015 | 0,36   | 0,04   | 1,06        | 2,03                      |
| 2016 | 0,49   | 0,05   | 1,20        | 3,20                      |
| 2017 | 0,68   | 0,1    | 1,54        | 6,20                      |
| 2018 | 1,00   | 0,08   | 2,07        | 6,89                      |
| 2019 | 1,31   | −0,02  | 2,38        | 4,30                      |